# 31 Pegasi
31 Pegasi là tên của một ngôi sao đơn lẻ nằm trong một chòm sao phương bắc tên là Phi Mã. Với cấp sao biểu kiến trung bình là 4,99, ta có thể nhìn thấy nó là một điểm mờ có ánh sáng màu xanh trắng. Để có thể nhìn thấy nó rõ ràng nhất, ta cần có một vị trí cách xa thành thị (do sự ô nhiễm ánh sáng làm hạn chế tầm nhìn) và điều kiện thời tiết tốt. Dựa trên giá trị thị sai đo được, ngôi sao này có khoảng cách với chúng ta là khoảng xấp xỉ 1600 năm ánh sáng và hiện đang di chuyển về phía chúng ta với vận tốc 5,3 km/s.
Nó là một sao Be có khối lượng lớn với quang phổ loại B2 IV-V. bên cạnh đó, 31 Pegasi còn là một sao biến quang biến đổi cấp sao biểu kiến của nó từ 4,85 đến 5,05. Nó đang tự quay với vận tốc 98 km/s với điểm cực có độ nghiêng được ước tính là 26° ± 9° từ điểm nhìn của trái đất. Tuổi của nó là 15,4 triệu năm với khối lượng gấp 12,5 lần khối lượng mặt trời. Nó phát ra ánh sáng hay tỏa ra năng lượng gấp 28000 lần mặt trời với nhiệt độ hiệu dụng nơi quang cầu của nó là 23890 Kelvin.

## Dữ liệu hiện tại
Theo như quan sát, đây là ngôi sao nằm trong chòm sao Phi Mã và dưới đây là một số dữ liệu khác:
Xích kinh 22h 21m 31.07511s
Xích vĩ 12° 12′ 18.6628″
Cấp sao biểu kiến 4.99
Cấp sao tuyệt đối −3.61
Vận tốc xuyên tâm 5.30 km/s
Loại quang phổ B2IV-Ve
Giá trị thị sai 2,01 +/- 0,28 mas